# Vine Linux
Vine Linux este o distribuție de Linux bazată pe RPM.